# ترتل راک استودیوز
ترتل راک استودیوز (به انگلیسی: Turtle Rock Studios) با نام سابق ولو جنوب (به انگلیسی: Valve South)، یک شرکت توسعه‌دهنده بازی ویدئویی آمریکایی است که در مارس ۲۰۰۲ توسط مایکل بوث تأسیس شد. در سال ۲۰۰۸ توسط شرکت ولو خریداری شد، اما در سال ۲۰۱۱ به عنوان یک شرکت مستقل توسط Phil Robb و Chris Ashton دوباره تأسیس شد. ترتل راک استودیوز در ایجاد بازی و ارائه خدمات مشاوره ای به صنعت سرگرمی دیجیتال نقش دارد.
قابل توجه‌ترین بازی‌های این شرکت عبارتند از: اولین بازی لفت فور دد که توسط ولو منتشر شد. تکامل که در ابتدا قرار بود توسط تی‌اچ‌کیو منتشر شود اما بعداً توسط ۲کی گیمز منتشر شد. بنیانگذار این شرکت برای Westwood Pacific کار کرده و در توسعه مجموعه کانتر استرایک کمک کرده‌است. این شرکت از سال ۲۰۱۱ تا ۲۰۱۴ از شش کارمند به بیش از هفتاد عضو کارمند گسترش یافت و در سال ۲۰۱۱ یک شرکت تابعه به نام Turtle Rock Garage افتتاح کرد که در زمینه ساخت بازی‌های معمولی و آزمایشی برای سیستم عامل‌هایی مانند iPhone , Facebook و Xbox Live تخصص داشت.

## فهرست بازی‌ها
ترتل راک استودیوز بیشتر بخاطر کاربر بر روی مجموعه‌های لفت فور دد و کانتر استرایک شناخته شده‌است. آثار عبارتند از:
| سال  | بازی                           | ناشر                        | سکو               | سکو    | سکو    | سکو      | سکو          | سکو         | سکو         | سکو         | سکو                      | سکو    | سکو     | سکو       | سکو          | سکو           |
| سال  | بازی                           | ناشر                        | مایکروسافت ویندوز | مک‌اواس | لینوکس | اکس باکس | ایکس‌باکس ۳۶۰ | پلی‌استیشن ۴ | پلی‌استیشن ۵ | اکس‌باکس وان | اکس‌باکس سری اکس و سری اس | آی‌اواس | اندروید | Oculus Go | Oculus Quest | نینتندو سوئیچ |
| ---- | ------------------------------ | --------------------------- | ----------------- | ------ | ------ | -------- | ------------ | ----------- | ----------- | ----------- | ------------------------ | ------ | ------- | --------- | ------------ | ------------- |
| ۲۰۰۳ | کانتر استرایک (پورت ایکس باکس) | اکس‌باکس گیم استودیوز        | نه                | نه     | نه     | آری      | نه           | نه          | نه          | نه          | نه                       | نه     | نه      | نه        | نه           | نه            |
| ۲۰۰۴ | کانتر استرایک کاندیشن زیرو     | سییرا انترتینمنت            | آری               | آری    | آری    | نه       | نه           | نه          | نه          | نه          | نه                       | نه     | نه      | نه        | نه           | نه            |
| ۲۰۰۴ | کانتر استرایک: سورس            | ولو                         | آری               | آری    | آری    | نه       | نه           | نه          | نه          | نه          | نه                       | نه     | نه      | نه        | نه           | نه            |
| ۲۰۰۴ | نیمه‌عمر ۲: دث‌مچ                | ولو                         | آری               | آری    | آری    | نه       | نه           | نه          | نه          | نه          | نه                       | نه     | نه      | نه        | نه           | نه            |
| ۲۰۰۸ | لفت فور دد                     | ولو                         | آری               | آری    | نه     | نه       | آری          | نه          | نه          | نه          | نه                       | نه     | نه      | نه        | نه           | نه            |
| ۲۰۰۹ | Left 4 Dead 2: The Passing     | ولو                         | آری               | آری    | آری    | نه       | آری          | نه          | نه          | نه          | نه                       | نه     | نه      | نه        | نه           | نه            |
| ۲۰۱۰ | Left 4 Dead: The Sacrifice     | ولو                         | آری               | آری    | نه     | نه       | آری          | نه          | نه          | نه          | نه                       | نه     | نه      | نه        | نه           | نه            |
| ۲۰۱۰ | Left 4 Dead 2: The Sacrifice   | ولو                         | آری               | آری    | آری    | نه       | آری          | نه          | نه          | نه          | نه                       | نه     | نه      | نه        | نه           | نه            |
| ۲۰۱۱ | Leap Sheep!                    | ترتل راک استودیوز           | نه                | نه     | نه     | نه       | نه           | نه          | نه          | نه          | نه                       | آری    | آری     | نه        | نه           | نه            |
| ۲۰۱۵ | تکامل                          | ۲کی گیمز                    | آری               | نه     | نه     | نه       | نه           | آری         | نه          | آری         | نه                       | نه     | نه      | نه        | نه           | نه            |
| ۲۰۱۶ | Evolve Stage 2                 | ۲کی گیمز                    | آری               | نه     | نه     | نه       | نه           | نه          | نه          | نه          | نه                       | نه     | نه      | نه        | نه           | نه            |
| ۲۰۱۶ | Face Your Fears                | Oculus Studios              | آری               | نه     | نه     | نه       | نه           | نه          | نه          | نه          | نه                       | نه     | نه      | آری       | نه           | نه            |
| ۲۰۱۷ | The Well                       | Oculus Studios              | نه                | نه     | نه     | نه       | نه           | نه          | نه          | نه          | نه                       | نه     | نه      | آری       | نه           | نه            |
| ۲۰۱۹ | Face Your Fears 2              | Oculus Studios              | آری               | نه     | نه     | نه       | نه           | نه          | نه          | نه          | نه                       | نه     | نه      | نه        | آری          | نه            |
| ۲۰۱۹ | Journey of the Gods            | Oculus Studios              | آری               | نه     | نه     | نه       | نه           | نه          | نه          | نه          | نه                       | نه     | نه      | نه        | آری          | نه            |
| ۲۰۲۱ | بک فور بلاد                    | سرگرمی تعاملی برادران وارنر | آری               | نه     | نه     | نه       | نه           | آری         | آری         | آری         | آری                      | نه     | نه      | نه        | نه           | نه            |

### بک فور بلاد
ترتل راک استودیوز بازی بک فور بلاد را در مارس ۲۰۱۹ معرفی کرد. بازی از مجموعه لفت فور دد الهام گرفته‌است. پیش‌بینی می‌شود بازی در ۲۲ ژوئن ۲۰۲۱ توسط سرگرمی تعاملی برادران وارنر برای ویندوز، پلی‌استیشن ۴، پلی‌استیشن ۵، اکس‌باکس وان، اکس‌باکس سری اکس و سری اس منتشر شود.